# Freeride DM
Freeride DM er Danmarks Mesterskabet i Freeride. Freeride også kaldet offpiste eller free skiing er en form for skisport der udforsker hele bjerget og ikke bare holder sig til pisten. Der bliver lavet ski til freeride forskellen på carvin ski og disse ski kaldt twin-tip eller trickski er at twintipsene går op i begge ender så du kan gøre baglæns og forlæns uden at skiene bremser. Helly Hansen står for arrangementet, der er blevet afholdt siden 2007. 